# Alkham
Alkham är en ort och civil parish i grevskapet Kent i sydöstra England. Orten ligger i distriktet Dover, cirka 6,5 kilometer nordväst om Dover och cirka 7 kilometer nordost om Folkestone. Tätorten (built-up area) hade 322 invånare vid folkräkningen år 2021.